# Шукер, Крис
Кристофер Алан Шукер (англ. Christopher Alan Shuker; 9 мая 1982, Хайтон, Ливерпуль, Англия) — английский футболист, игравший на позиции полузащитника.

## Карьера
Правый полузащитник из Хайтона, Ливерпуль, Шукер покинул академию «Эвертона» в возрасте 16 лет, чтобы начать свою карьеру в Премьер-лиге с «Манчестер Сити», подписав профессиональные контракт в возрасте 17 лет. Он был отдан в аренду в клуб третьего дивизиона «Маклсфилд Таун» в марте 2001 года, где он провел свой первый профессиональный матч под руководством Джила Прескотта. Это произошло 24 марта в матче с «Блэкпулом» на Мосс Роуз при счете (2:1), заменив Ричарда Трейси на 79 минуте. Спустя семь дней Прескотт поставил Криса в стартовый состав в проигранному матче с «Карлайл Юнайтед» (1:0).